# Гизольфи, Джованни
Джованни Гизольфи (Гризольфи) (итал. Giovanni Ghisolfi о Grisolfi; 1623, Милан — 7 июня 1683, Милан) — итальянский живописец эпохи барокко. Мастер живописных ведут и пейзажей в стиле каприччио с архитектурными фантазиями и античными руинами.

## Биография
Художник родился в Милане; сын Джузеппе, архитектора из Пьяченцы, он сначала учился живописи у своего дяди Антонио Вольпино, а затем у Г. Чиньоли. Первые достоверные известия о его деятельности связаны с визитом в Милан в 1649 году эрцгерцогини Марианны Австрийской. По этому случаю Гизольфи участвовал в оформлении торжеств, в частности создания триумфальных арок и живописных украшений.
В возрасте семнадцати лет Джованни отправился в Рим со своим другом Антонио Буско, где он начал писать ведуты и каприччио, в основном пейзажи с архитектурными фантазиями и античными руинами, произвольно соединяя остатки величественных античных памятников Рима в одной композиции. Интерес к этому жанру живописи возобновится с возникновением эстетики неоклассицизма в середине и второй половине XVIII века.
В Риме Гизольфи тесно сотрудничал с Сальватором Розой. По сообщению историографа Филиппо Бальдинуччи, Роза выполнял фигуры, а Гизольфи — архитектурные перспективы; затем и Гизольфи, освоив в полной мере живописную технику, стал писать картины полностью. Однако отношения между художниками были далеки от отношений учителя и ученика, а были, скорее, равноправными. В 1659 году Гизольфи снова трудился в Милане.
В 1661 году он украсил фресками капеллу Святого Бенедикта в Чертоза-ди-Павия. В 1664 году художника вызвали в Виченцу для выполнения серии декоративных фресок в Палаццо Триссино и Палаццо Джустиниани Баджо. Он также писал фрески в Палаццо Борромео Арезе в Чезано, во дворце Реатиса в Лиссоне; в 1662 году занимался фресковой отделкой четвёртой капеллы Сакро-Монте-ди-Варезе, а также расписывал своды базилики Сан-Витторе в Варезе.
Джованни Гизольфи выполнял и многие другие фресковые росписи. Однако болезнь, потеря зрения после работы в Варезе, прервала его дальнейшие планы. Джованни умер в Милане в 1683 году и был похоронен в церкви Сан-Джованни-ин-Конка (церковь не сохранилась).
Среди его учеников был его племянник Бернардо Раккетти (1639—1702).

## Галерея

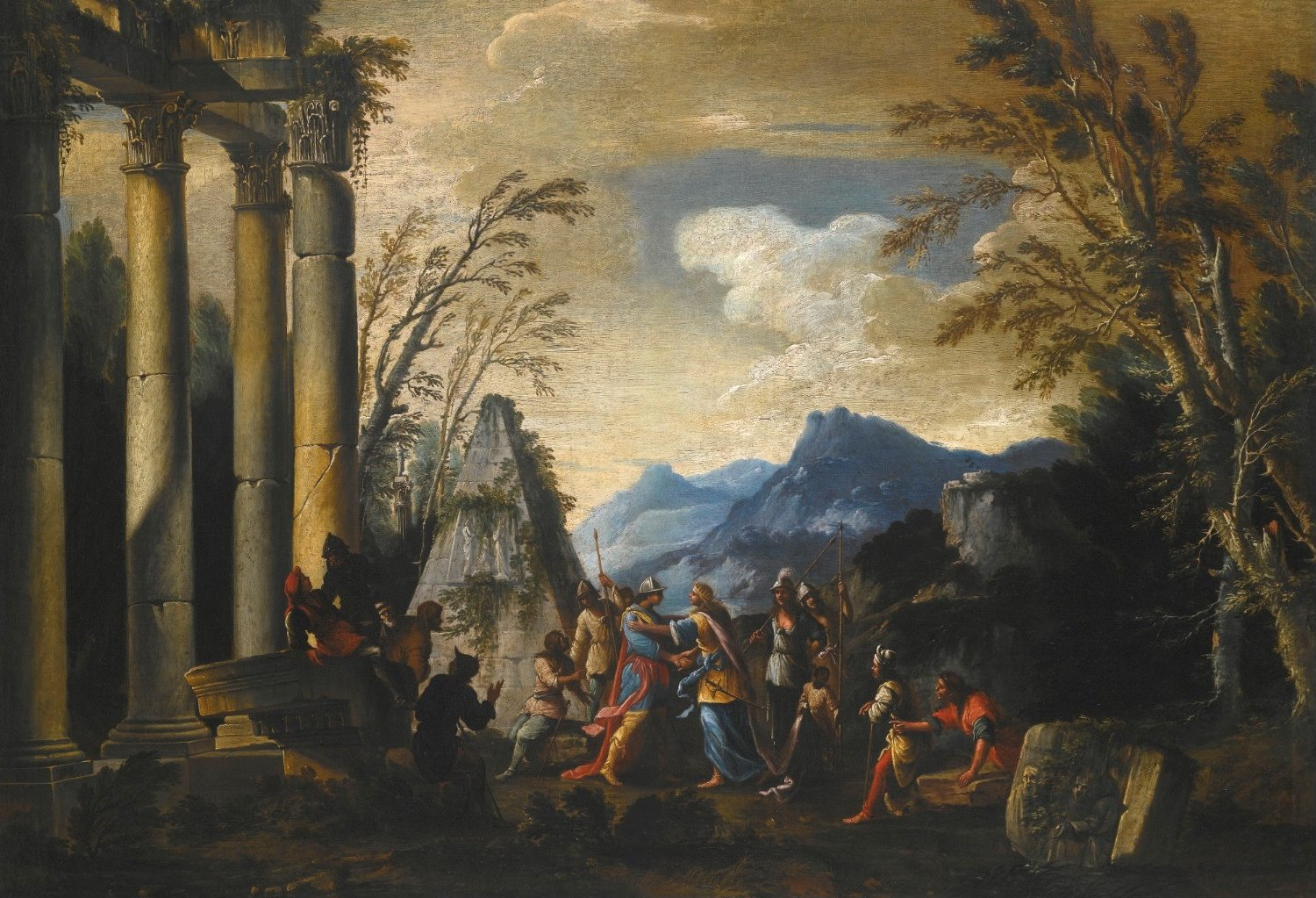
Александр Великий и царица амазонок Талестрис. Холст, масло. Частное собрание
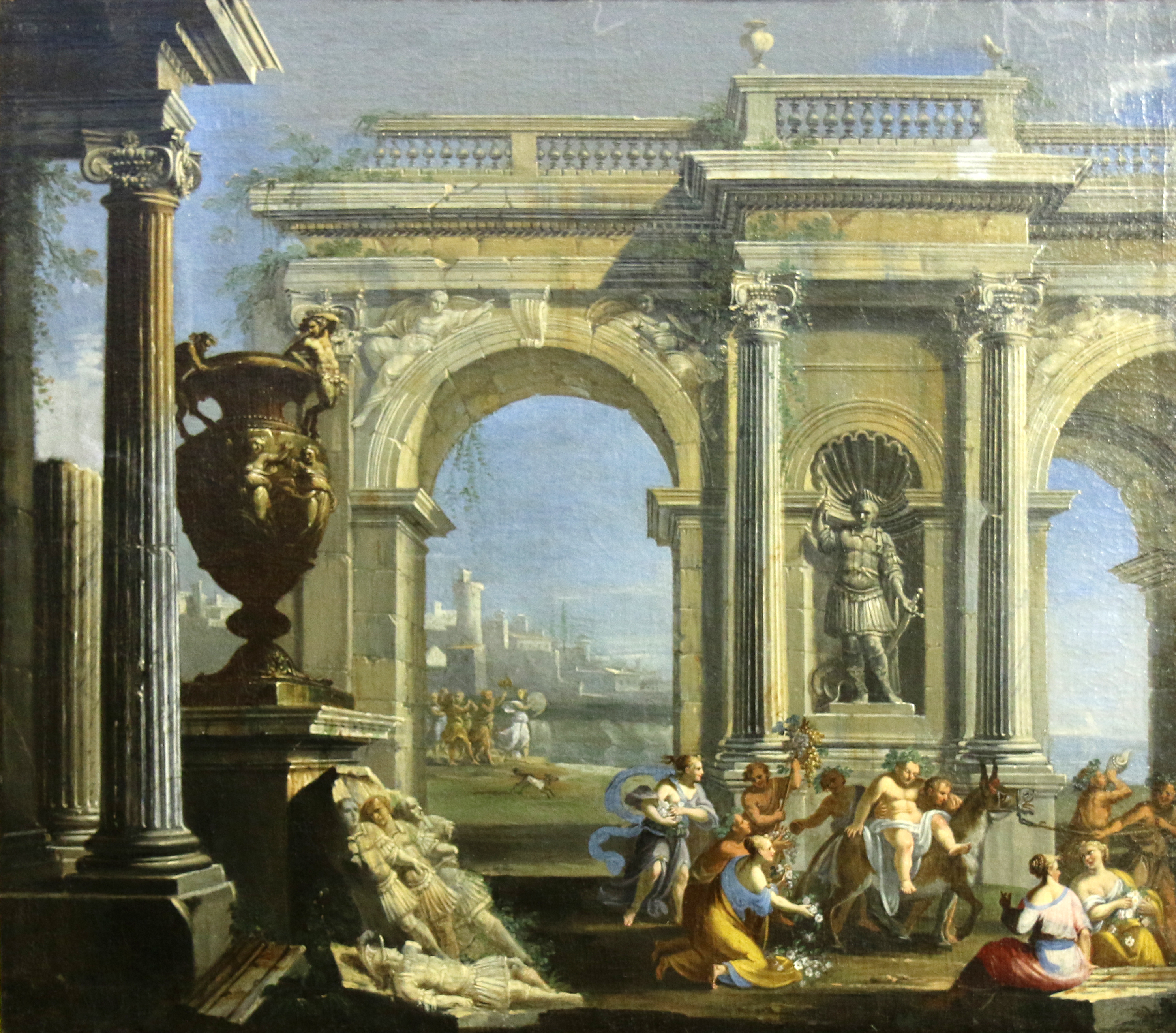
Триумф Силена. Холст, масло. Музей искусств и истории, Нарбонна
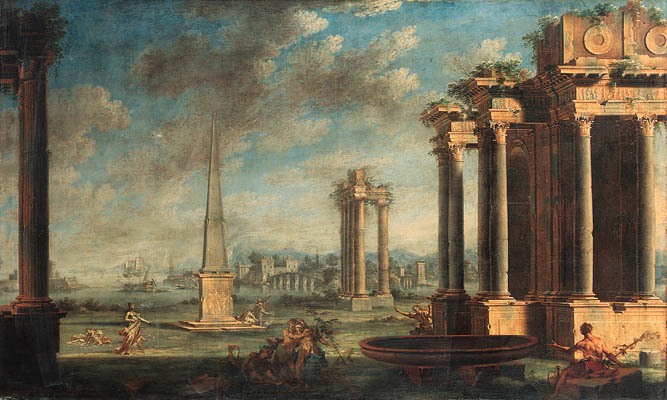
Каприччио средиземноморской гавани с вакханками и классическими руинами. Холст, масло. Частное собрание
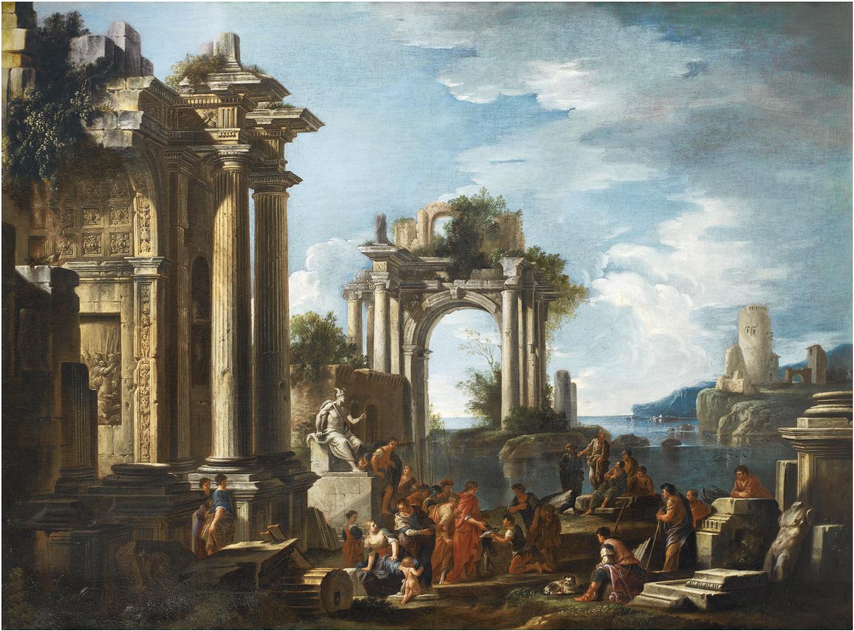
Архитектурное каприччио со статуей Меркурия
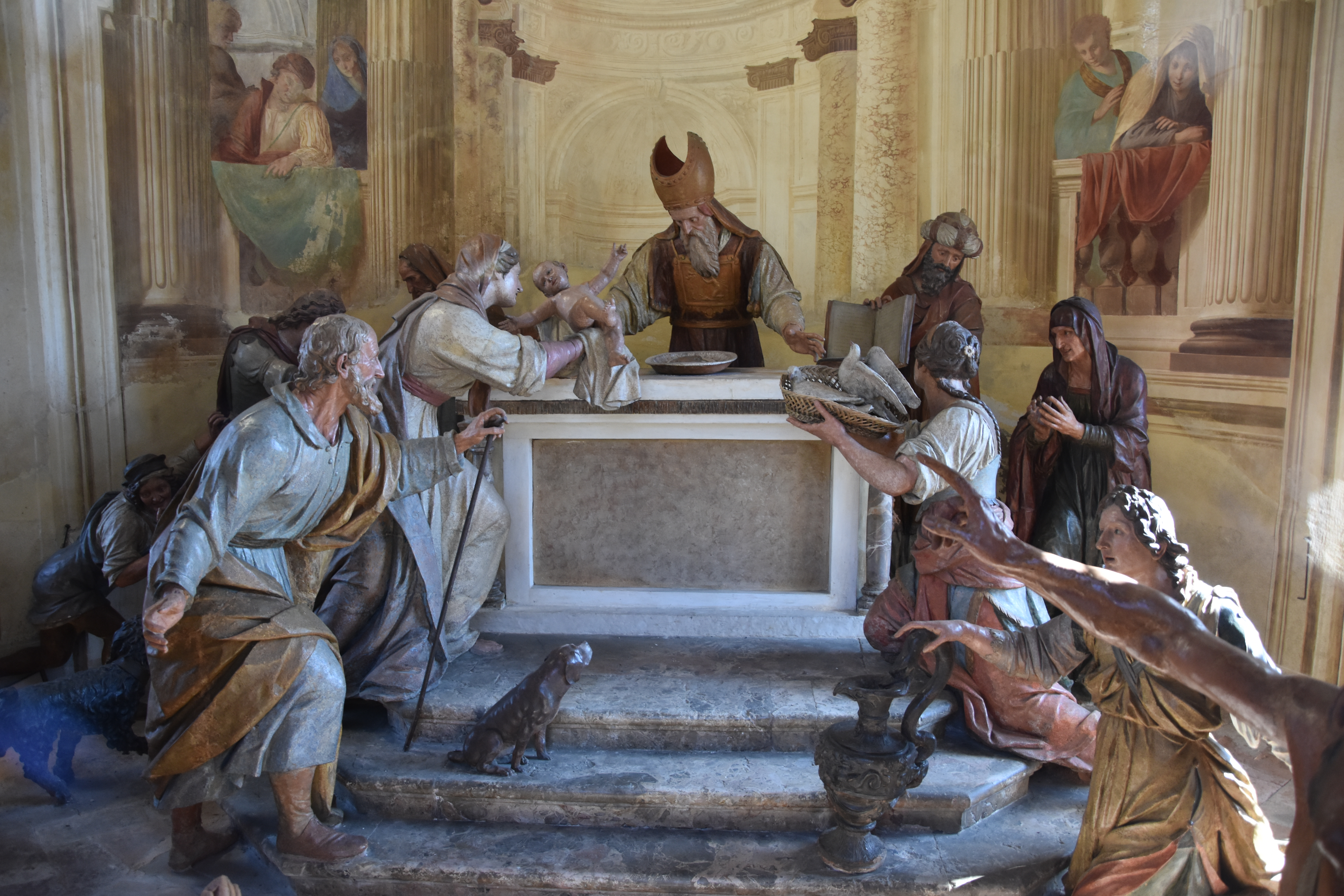
Композиция четвёртой капеллы Сакро-Монте-ди-Варезе. 1662
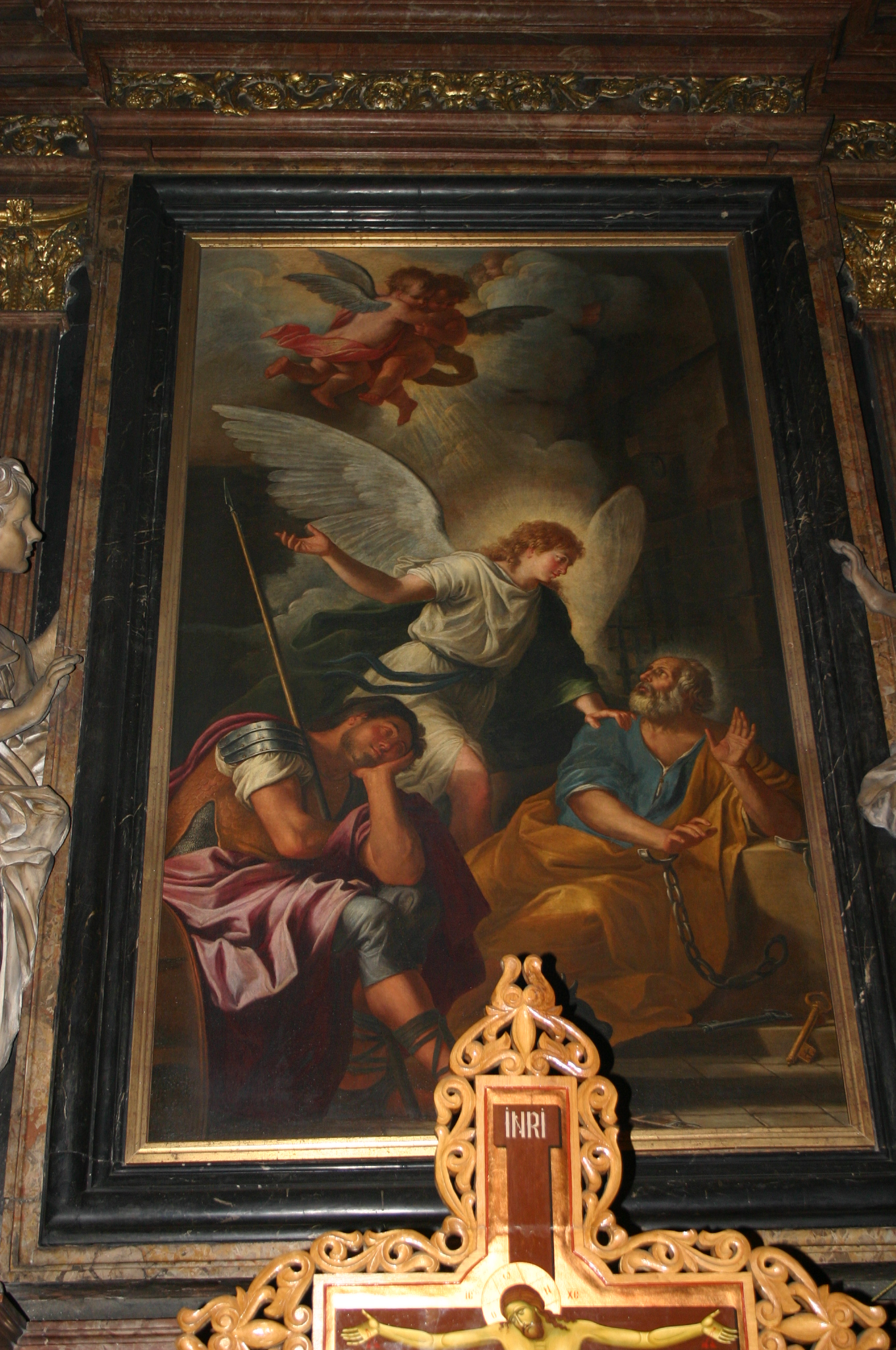
Освобождение Святого Петра из темницы. Церковь Санта-Мария-делла-Виттория, Милан